# Клекотово (Вармінсько-Мазурське воєводство)
Клекотово (пол. Klekotowo) — село в Польщі, у гміні Ставіґуда Ольштинського повіту Вармінсько-Мазурського воєводства.
У 1975-1998 роках село належало до Ольштинського воєводства.